# 화성 마하리 고분군
화성 마하리 고분군(華城 馬霞里 古墳群)는 대한민국 경기도 화성시 봉담읍 마하리에 있는 고분군이다. 2003년 8월 29일 대한민국의 사적 제451호로 지정되었다.

## 개요
경기도 화성시 봉담읍 마하리에 있는 화성 마하리 백제고분군은 1995년 경부고속철도 경기·충청권 구간에 대한 지표조사 및 시굴조사과정에서 처음 발견되었다.
1996∼1997년 사이에 서울대학교박물관과 호암미술관에서 실시한 발굴조사 결과, 원삼국∼삼국시대에 이르는 많은 고분이 밀집되어 분포하고 있는 것이 확인되었다. 고분의 형태는 널무덤(목관묘), 덧널무덤(목곽묘), 돌덧널무덤(석곽묘) 등 여러 형태가 나타나고 있다. 그리고 출토유물은 유리제·구슬·철기류 그리고 다양한 형태의 토기 등이 다수 발견되었다.
화성 마하리 백제고분군은 당시의 묘제와 토기의 변천과정, 편년 연구 및 한강유역에 한정되었던 초기백제의 형성과 전개과정 연구에 중요한 자료를 제공해 주는 유적으로 평가된다.

## 참고 자료
- 화성 마하리 고분군 - 국가유산청 국가유산포털